# Peter Andersson i Ringestena stom
Peter Andersson (i riksdagen kallad Andersson i Ringestena stom), född 21 februari 1771 i Sexdrega församling, Älvsborgs län, död där 16 oktober 1836, var en svensk riksdagsman i bondeståndet.
Andersson företrädde Kinds härad av Älvsborgs län vid riksdagen 1809–1810 samt för Kinds och Redvägs härader och även från och med 15 september efter Andreas Håkansson för Marks, Vedens och Bollebygds härader av samma län vid den urtima riksdagen 1810.
Andersson var vid 1809–1810 års riksdag ledamot i bondeståndets enskilda besvärsutskott och under 1810 års urtima riksdag elektor för bondeståndets utskottsval, ledamot i konstitutionsutskottet och suppleant i nämnden för val av tronföljare.